# Guerrero de Deal

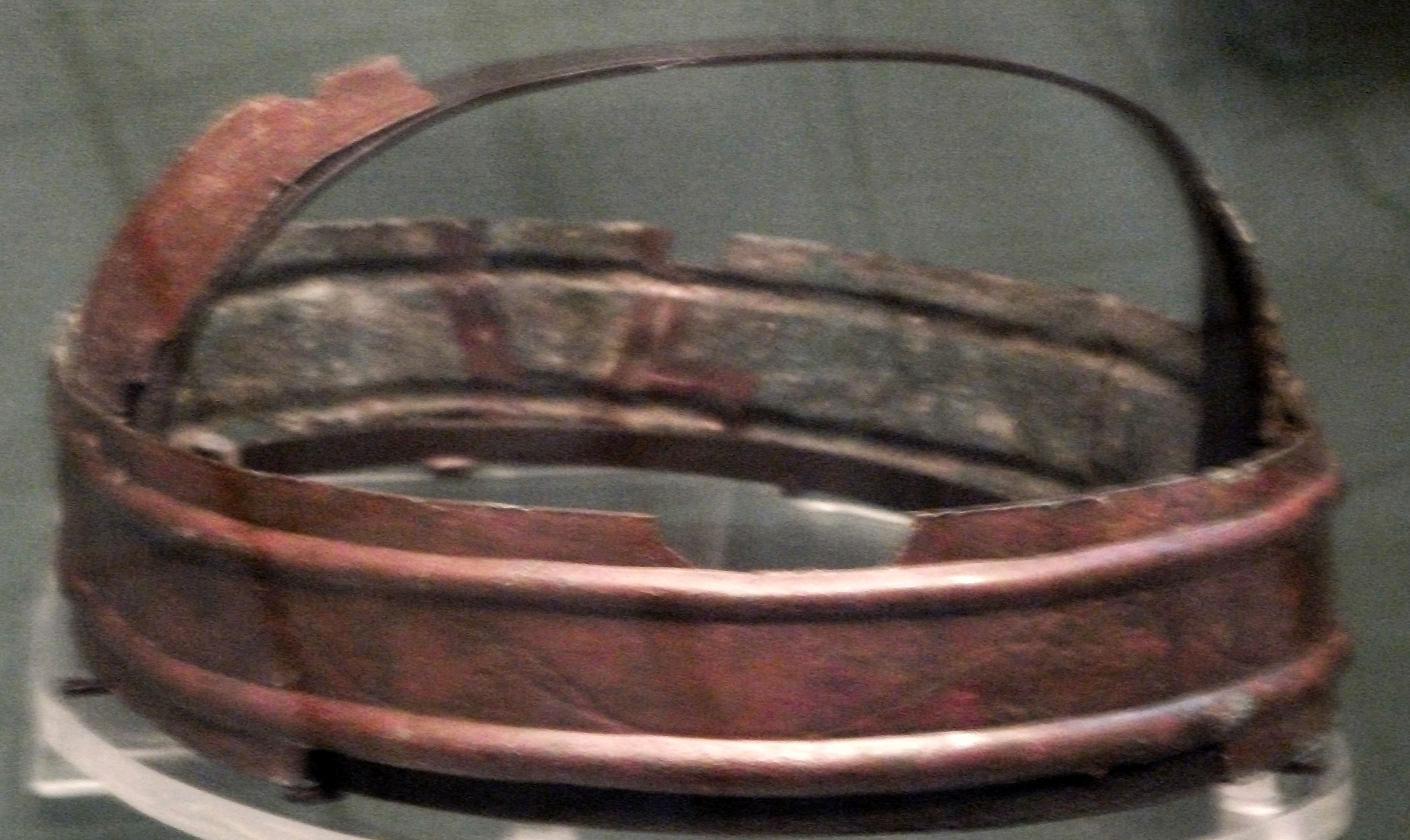
Tocado del "Guerrero de Deal", 200–150 a.C., Museo Británico

El Guerrero de Deal, también conocido como el Guerrero de Mill Hill, es una corona de la Edad del Hierro descubierta en la tumba 112 en Mill Hill, cerca de Deal, Kent (Inglaterra), en 1988 por el Dover Archaeological Group. Se presume que es la tumba de un druida, debido a que contiene un tocado casi único.

## De fondo
La tumba, datada alrededor de 250 a 150 a. C., contenía el esqueleto de un hombre en la treintena, bajo y de constitución delgada. Lo acompañaba una espada de hierro larga, adornos de bronce de una vaina y un cinturón, y un broche de bronce tachonado con coral, así como los adornos de bronce de un escudo grande. La calidad de estos elementos metálicos sobrevivientes (el cuero y la madera desaparecieron) sugiere que la tumba contenía un entierro de alto estatus, dado que las espadas eran un elemento caro disponibles únicamente para la aristocracia y sus séquitos, y los más ricos hombres libres.

## La corona
El cráneo portaba una diadema de bronce, con restos de otra banda que habría ido sobre la parte superior. Ambos, el cráneo y la "corona", como fue nombrada, estaban en mal estado, considerando los arqueólogos descubridores que como resultado de la reja de un arado. Una inspección más cercana después de la limpieza reveló una curvilínea decoración grabada en estilo de La Tène en la pieza. El bronce, ahora opaco, originalmente habría sido bruñido y brillante. El examen también reveló huellas de cabello en el interior de la corona, indicando que fue usada sin forro, también demostrando que no fue llevada sobre un casco de cuero, como algunos habían sugerido.

## Identidad como druida
Se ha establecido una conexión entre esta corona y tocados encontrados en sitios religiosos romano-británicos posteriores en Hockwold, Norfolk, y Wanborough, Surrey. También se asemeja a las descripciones de hallazgos de la Edad del Hierro encontrados antiguamente en Newnham Croft, Cambridgeshire, Old Castle Down, Glamorganshire y Cerrig-y-Drudion, Clwyd. Se ha sugerido que los tocados encontrados en los templos romano-británicos pueden haber estado siguiendo pues una larga tradición. La conexión religiosa implícita ha dirigido a algunos historiadores a sugerir que el guerrero de Deal bien pudo haber sido un druida, un miembro de la clase intelectual y sacerdotal romano-británica. Otros han sugerido que la corona, junto con la naturaleza guerrera del entierro, implica un líder militar.